# Christopher Muche

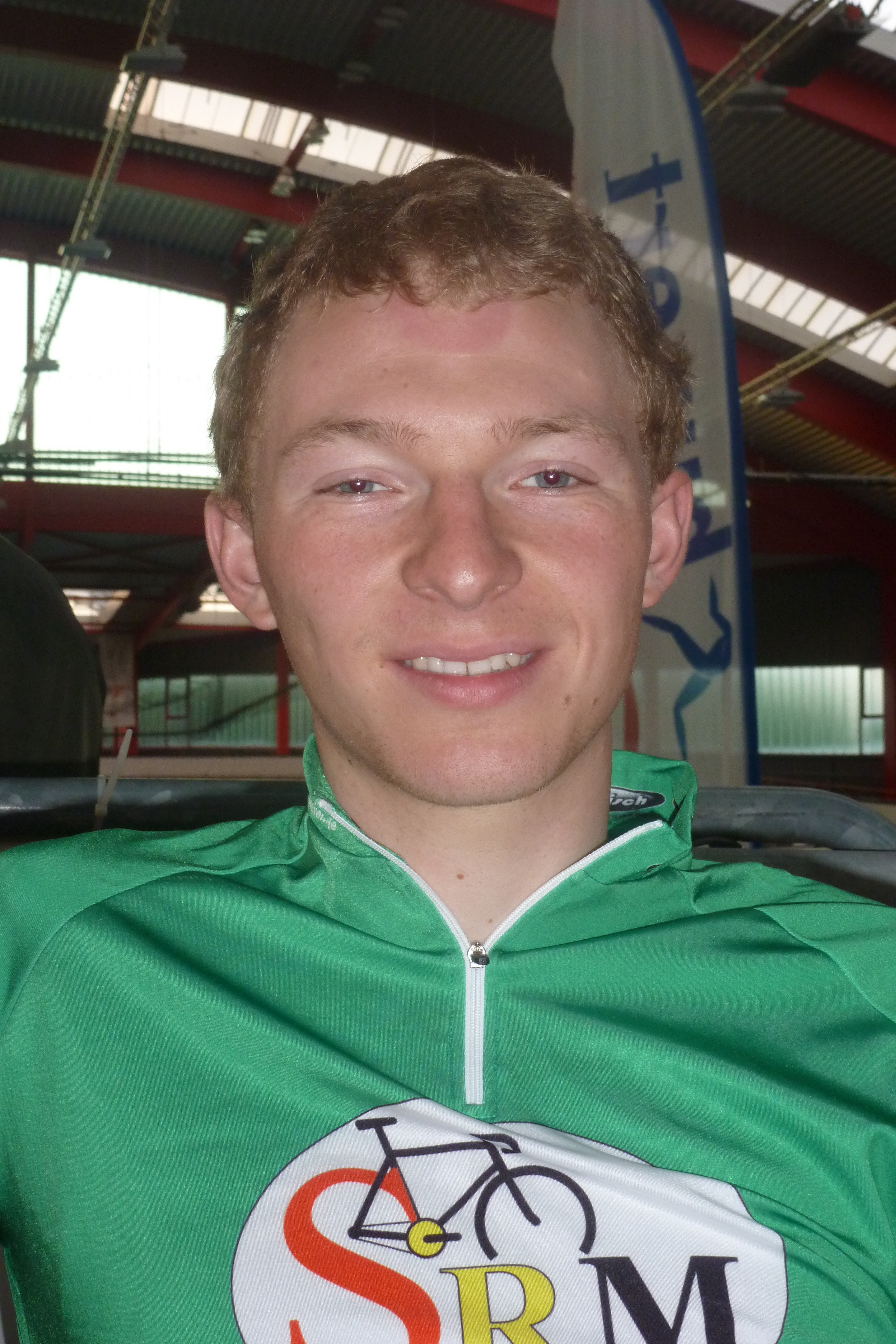
Christopher Muche

Christopher Muche (* 28. Februar 1992 in Stuttgart) ist ein ehemaliger deutscher Radrennfahrer.
2008 wurde Christopher Muche dreifacher deutscher Jugendmeister auf der Bahn, in der Einer- sowie der Mannschaftsverfolgung sowie im Straßenradsport im Mannschaftszeitfahren. Bei den UCI-Bahn-Weltmeisterschaften der Junioren 2009 (Moskau) und 2010 (Montichiari) errang er mit dem deutschen Bahnvierer in der Mannschaftsverfolgung jeweils die Bronzemedaille.
2011 wurde Muche in Neuwied Deutscher Meister im Einzelzeitfahren (U23).

## Teams
- 2011 Team Halanke
- 2012 Team Heizomat
- 2013 rad-net Rose Team
- 2014 Team Stuttgart

## Erfolge Bahn
2009
- Weltmeisterschaft – Mannschaftsverfolgung (Junioren) mit Lucas Liß, Nikias Arndt und Kersten Thiele

2010
- Weltmeisterschaft – Mannschaftsverfolgung (Junioren) mit Lucas Liß, Maximilian Beyer und Kersten Thiele

## Erfolge Straße
2011
- Deutscher Meister – Einzelzeitfahren (U 23)